# 이산화 토륨
이산화 토륨(화학식:ThO2)은 산화 토륨(IV)로도 불리며 하얀 가루 결정체로 존재한다. 주로 란탄족과 우라늄의 부산물로서 생산된다. 토리아나이트는 이산화 토륨의 광물학적인 형태이다. 약간 희귀한편이며, 등축 정계에서 결정체를 이룬다. 녹는 점은 3390 °C로, 알려진 산화물중에서 가장 높다. 오직 몇몇 원소와 그 화합물만이 녹는점이 이보다 더 높다.

## 화학적 성질
화합물은 모두 방사능을 띄며, 형석의 결정구조를 가진다. 이는 비슷한 이산화물중에서 흔하지 않은 일이다. 밴드 갭은 6eV이다.

## 사용
텅스텐 합금제로 쓰인다. 이산화 토륨이 포함된 유리는 유리 굴절율이 높고,빛 분산력이 작은 장점을 이용해 40%까지 이산화 토륨이 포함된 유리가 광학 기기나 과학 기기에 사용된다. 이산화 토륨은 핵 연료로도 사용될 수 있으며, 높은 녹는 점으로 인해서 플레임 스프레이나, 고온의 세라믹에도 쓰인다. 또한 TIG용접이나 항공기 엔진, 방전관에서 텅스텐 전극의 안정제로도 쓰인다. 토륨 텅스텐합금은 높은 녹는점으로 인해 잘 변형되지 않는다.